# Руды (Люблинское воеводство)
Руды (пол. Rudy) — село на юго-востоке Польши, в гмине Коньсковоля, в Пулавском повете и Люблинском воеводстве.

## География
Руды расположены на реке Курувкe. Руды находится на расстоянии 5 километров на восток от Пулав, 10 километров на запад от Курува и 42 километров от Люблина.

## История
Первое упоминание о деревне Рудки находится в хронике Яна Длугоша под 1443 год, и рассказывает об уплате церковной десятины
в Витовска Воле. Со временем название деревни превратилось в нынешнее. Деревня Руды расположенная в повете любельским любельского воеводства, в 1662 году входила в состав коньсковольских имений Лукаша Опалинского.
С 1 января 1973 года находится в гмине Коньсковоля.
В Рудах родились:
- Tomasz Koter — депутат Сейма II созыва (1928—1930)
- Andrzej Koter — депутат Сейма II и V созыва (1938—1939)
- Stanisław Koter — депутат Законодательного Сейма (1947—1952)

## Население
Население — 346 жителей (2008).

## Происхождение названия
Название села происходит от производства железа из руды в XII и XIII веках, основанном на богатстве древесины в лесах находящихся на границе нынешних сёл Млынки и Руды. Мельницы перемалывали руду.